# Campionati europei di tuffi 2017 - Piattaforma 10 metri maschile
Il concorso dei tuffi dalla piattaforma 10 metri maschile ai campionati europei di tuffi di Kiev 2017 si è svolto il 18 giugno 2017 e vi hanno preso parte 18 atleti. La competizione è stata vinta dal francese Benjamin Auffret.

## Medaglie
| Posizione | Atleti           | Paese         |
| --------- | ---------------- | ------------- |
| Oro       | Benjamin Auffret | Francia       |
| Argento   | Viktor Minibaev  | Russia        |
| Bronzo    | Matthew Lee      | Gran Bretagna |

## Risultati
| Pos. | Atleti               | Nazionalità   | Qualificazioni | Qualificazioni | Finale | Finale |
| Pos. | Atleti               | Nazionalità   | Punti          | Pos.           | Punti  | Pos.   |
| ---- | -------------------- | ------------- | -------------- | -------------- | ------ | ------ |
|      | Benjamin Auffret     | Francia       | 494.60         | 1              | 511.75 | 1      |
|      | Viktor Minibaev      | Russia        | 435.60         | 2              | 493.25 | 2      |
|      | Matthew Lee          | Gran Bretagna | 417.40         | 4              | 485.55 | 3      |
| 4    | Maksym Dolhov        | Ucraina       | 410.25         | 5              | 468.50 | 4      |
| 5    | Vladimir Barbu       | Italia        | 373.85         | 9              | 458.35 | 5      |
| 6    | Matthew Dixon        | Gran Bretagna | 395.90         | 6              | 430.80 | 6      |
| 7    | Roman Izmajlov       | Russia        | 423.60         | 3              | 425.60 | 7      |
| 8    | Vadzim Kaptur        | Bielorussia   | 387.40         | 8              | 411.30 | 8      |
| 9    | Vladimir Harutyunyan | Armenia       | 388.50         | 7              | 382.90 | 9      |
| 10   | Mattia Placidi       | Italia        | 371.95         | 10             | 377.70 | 10     |
| 11   | Florian Fandler      | Germania      | 357.00         | 12             | 361.85 | 11     |
| 12   | Timo Barthel         | Germania      | 370.35         | 11             | 355.55 | 12     |
| 13   | Alexis Jandard       | Francia       | 345.65         | 13             |        |        |
| 14   | Vinko Paradzik       | Svezia        | 344.95         | 14             |        |        |
| 15   | Krisztian Somhegyi   | Ungheria      | 324.20         | 15             |        |        |
| 16   | Lev Sargsyan         | Armenia       | 302.80         | 16             |        |        |
| 17   | Jan Wermelinger      | Svizzera      | 299.30         | 17             |        |        |
| 18   | Dimitar Isaev        | Bulgaria      | 294.70         | 18             |        |        |